# Allen Kelley
Earl Allen Kelley (Dearing, 24 december 1932 – Lawrence, 13 augustus 2016) was een Amerikaans basketballer. Hij won met het Amerikaans basketbalteam de gouden medaille op het Wereldkampioenschap basketbal 1954 en de Olympische Zomerspelen 1960.
Kelley speelde voor het team van de Universiteit van Kansas en de Peoria Caterpillars. Tijdens de Olympische Spelen speelde hij 8 wedstrijden, inclusief de laatste wedstrijd tegen Italië. Gedurende deze wedstrijden scoorde hij 4 punten.
Hij is de broer van basketballer Dean Kelley die goud won tijdens de Olympische Zomerspelen 1952. In 2010 werd het volledige Olympische team van 1960 toegevoegd aan de Basketball Hall of Fame.
3 Jerry West · 
4 Walt Bellamy · 
5 Bob Boozer · 
6 Terry Dischinger · 
7 Burdette Haldorson · 
8 Darrall Imhoff · 
9 Allen Kelley · 
10 Lester Lane · 
11 Jerry Lucas · 
12 Adrian Smith · 
13 Jay Arnette · 
14 Oscar Robertson · 
Coach Pete Newell